# Ashagi Agjakend
Ashagi Agjakend (en azerí: Aşağı Ağcakənd) o Shahumian (en armenio: Շահումյան) es un municipio de Azerbaiyán situado en el raión de Goranboy.
Tiene una población de 207 habitantes. Antes de la Operación Anillo de 1991 tenía una población predominantemente armenia, siendo expulsada tras la primera guerra del Alto Karabaj. Fue reclamada por la antigua república de Artsaj comp parte de la provincia de Shahumián.